# WrestleMania 41
WrestleMania 41 è stata la quarantunesima edizione dell'omonimo premium live event prodotto dalla WWE. L'evento si è svolto in due serate, il 19 e 20 aprile 2025, presso l'Allegiant Stadium di Paradise in Nevada ed è stato trasmetto su Peacock negli Stati Uniti, su Netflix in tutti i paesi in cui è disponibile il servizio e sul WWE Network nei restanti paesi.
È la seconda WrestleMania a realizzarsi nell'area circostante alla città di Las Vegas e nello stato del Nevada dopo WrestleMania IX (1993), tenutasi al Caesars Palace. L'evento è stato annunciato il 4 maggio 2024 con l'Allegiant Stadium a fare da cornice.

## Storyline

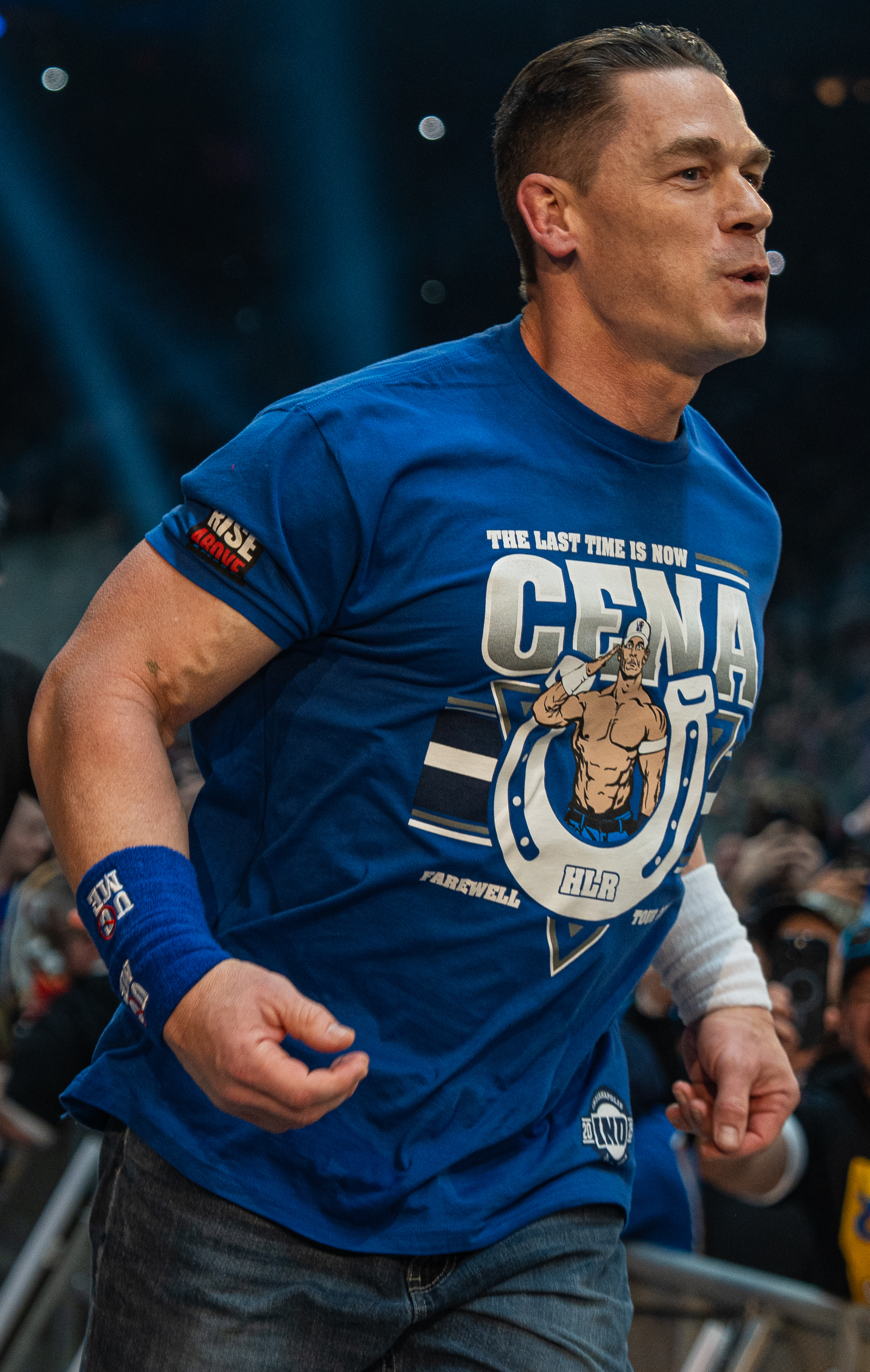
John Cena affronterà Cody Rhodes per l'Undisputed WWE Universal Championship nel suo ultimo incontro a WrestleMania

La faida principale di WrestleMania 41 è quella che vede contrapposti Cody Rhodes e John Cena per il WWE Championship ed il WWE Universal Championship. Nella conferenza stampa post Royal Rumble, l'ultimo eliminato Cena annunciò la sua partecipazione all'elimination chamber match per determinare lo sfidante al titolo mondiale di Rhodes, dichiarando di voler vincere la battaglia a sei uomini perché lui nel main event dello Showcase of the Immortals è quello che sarebbe il "meglio per il business". Nella puntata del 21 febbraio di SmackDown, Rhodes ricevette l'offerta di The Rock intenzionato ad elevarlo a star mondiale oltre al wrestling, con in cambio il Final Boss che richiese la sua anima. Ad Elimination Chamber: Toronto, Cena riuscì a vincere l'incontro conquistando l'opportunità titolata e venne subito raggiunto sul ring dal campione che si congratulò con lui e chiamò sul quadrato The Rock per far conoscere la sua risposta. Rhodes rifiutò e dopo un iniziale abbraccio con lo sfidante, quest'ultimo lo colpì a tradimento con un colpo basso, attaccandolo insieme a The Rock ed al cantante Travis Scott, compiendo così il suo primo turn heel dopo oltre vent'anni.
Nella successiva puntata di SmackDown, Rhodes, attaccò il suo rivale dicendo che era stato il suo eroe per anni, ricordando anche i festeggiamenti insieme dopo il main event di WrestleMania XL, e che il suo successore nella compagnia avrebbe dovuto somigliarli ma lui non è così e lo sconfiggerà nel main event di WrestleMania 41. Il campione ribadì il discorso anche nella puntata di Raw dell'11 marzo, affermando che era lui ora il volto della WWE. La risposta dell'ex leader della Cenation arrivò la settimana successiva a Bruxelles, criticando tutti i tifosi della federazione che per 25 anni lo hanno intrappolato in una relazione tossica nel quale Cena era la vittima dei tifosi, affermando poi di non essere né un heel, né un babyface ma solamente un essere umano, ma Rhodes lo interruppe dicendo di non voler affrontare questa versione lamentosa di Cena, lasciando poi il ring. Nella puntata di Raw seguente, tenuta a Glasgow, il bostoniano dichiarò di voler battere Rhodes per conquistare per la diciassettesima volta il titolo mondiale, superando così Ric Flair, dopodiché avrebbe distrutto il wrestling ritirandosi con il titolo vinto. Altro segmento faccia a faccia tra i due si tenne la settimana successiva a Londra, quando i due si attaccarono reciprocamente anche sul personale, andando a scovare anche nel passato del campione parlando del personaggio di Stardust (usato da Rhodes dal 2014 fino al 2016) e della All Elite Wrestling, federazione che lui stesso ha contribuito a creare, mentre Rhodes rispose allo sfidante invocando che Vince McMahon ed il pubblico hanno scelto Cena, con il segmento che si chiude con quest'ultimo che tentò di attaccare il rivale che riuscì però a schivare l'offensiva colpendolo con la sua Cross Rhodes e posando con il titolo in mano indicando il logo di WrestleMania 41.
Nella puntata del 13 gennaio, Jey Uso sfidò Gunther ad un incontro valido per il World Heavyweight Championship. L'incontro si tenne il 25 gennaio successivo a Saturday Night's Main Event, dove l'austriaco riuscì a mantenere la cintura. La settimana seguente, vinse il royal rumble match, guadagnando l'opportunità per il titolo massimo a WrestleMania 41. Nella puntata di Raw successiva, il campione Gunther si presentò per congratularsi con Jey riguardo alla sua vittoria ma anche per sconsigliarli di sceglierlo come suo sfidante perché batterlo allo Showcase of the Immortals non avrebbe aggiunto nulla al suo regno, essendoci già riuscito solo una settimana prima, con il samoano che gli rispose che avrebbe fatto prima tappa anche a SmackDown prima di prendere una decisione. Sette giorni più tardi, la puntata di Raw si aprì con l'entrata di Jey Uso che venne però attaccato prima di salire sul ring da Gunther che lo picchiò brutalmente sul quadrato venendo fermato da dirigenti ed addetti alla sicurezza, mentre quando Jey Uso si riprese lanciò la sua sfida all'austriaco.

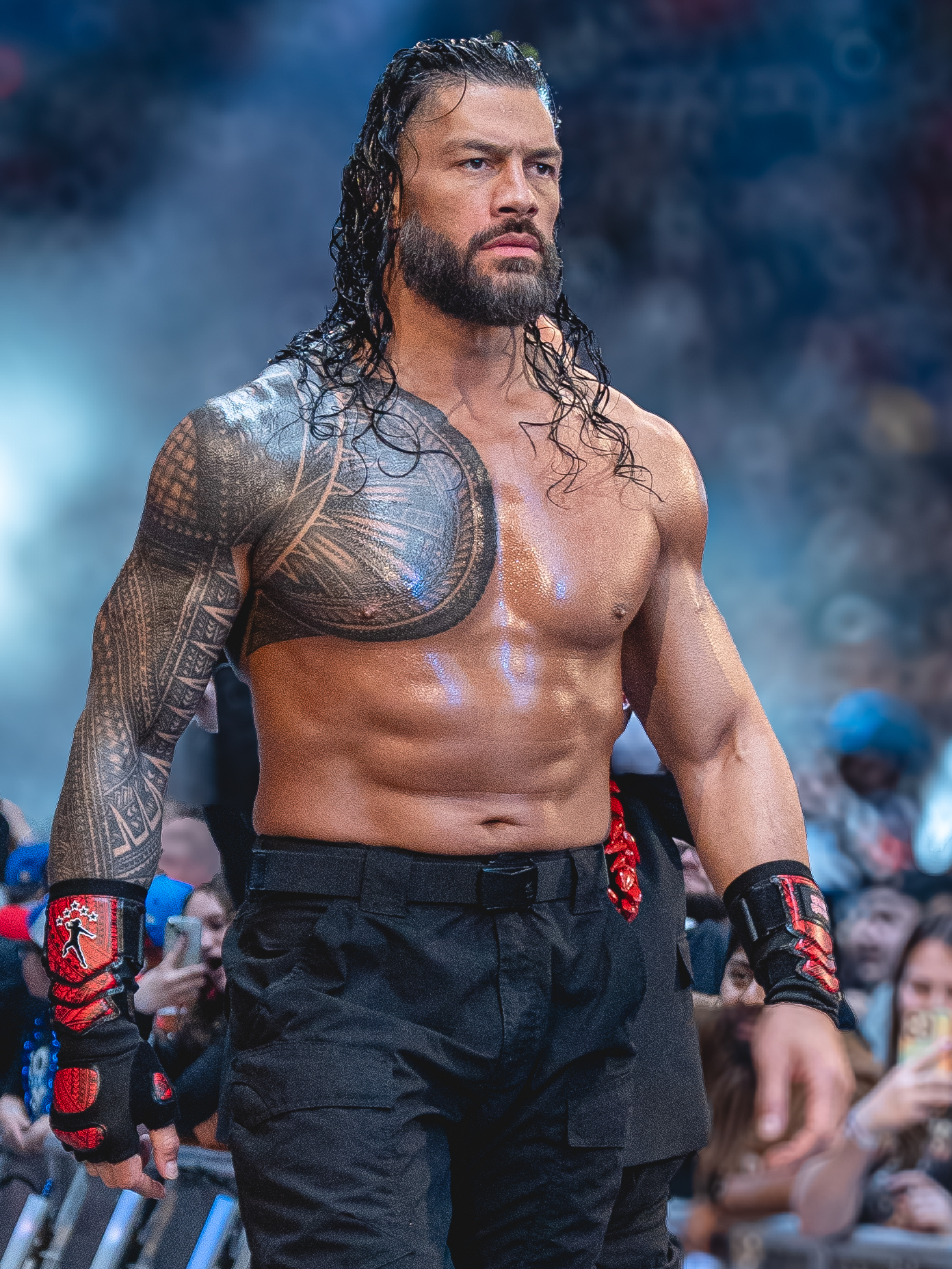
Roman Reigns affronterà CM Punk e Seth Rollins nel main event della prima serata

Il main event della prima serata è quello che vede affrontarsi CM Punk, Roman Reigns e Seth Rollins. Fin dal suo ritorno in WWE a Survivor Series: WarGames 2023 dopo nove anni di assenza, Punk fu preso di mira da Rollins, con il quale ebbe diversi diverbi anche prima che il Best in the World tornasse in federazione, ed un primo faccia a faccia verbale si ebbe nella puntata di Raw dell'11 dicembre 2023. Nei piani originali per WrestleMania XL, ci sarebbe dovuta essere la sfida tra Rollins e Punk per il World Heavyweight Championship, ma il tutto non si concretizzò a causa dell'infortunio subito da Punk durante Royal Rumble in seguito ad un colpo di Drew McIntyre, che lo tenne lontano dal ring per diversi mesi. Proprio con lo scozzese entrò in faida durante l'estate 2024 e il loro scontro a SummerSlam, vide Rollins nelle vesti di arbitro speciale. Nei mesi successivi la faida tra i due si placò, mentre nel mese di novembre il team capitanato da Roman Reigns aveva bisogno di un quinto membro in vista della sfida tra lui, Jey Uso, Jimmy Uso e Sami Zayn contro Solo Sikoa, Jacob Fatu, Tama Tonga, Tanga Loa e Bronson Reed. Nella puntata di SmackDown del 22 novembre, Paul Heyman, consigliere e braccio destro di Reigns, si presentò sullo stage affermando di aver trovato il quinto membro, ovvero CM Punk, suo ex assistito. La settimana successiva andò in onda un confronto tra Reigns e Punk con quest'ultimo che disse di non farlo per il samoano ma solo per il suo amico Heyman e che in cambio gli ha chiesto un favore in futuro, in caso di vittoria. A Survivor Series: WarGames 2024, il team capitanato da Reigns ebbe la meglio, vincendo l'incontro. La puntata di Raw del 2 dicembre viene aperta da Punk che viene presto interrotto da Seth Rollins con la situazione tra i due che degenera in una rissa. I due vennero alle mani nuovamente nell'episodio del 16 dicembre e il general manager Adam Pearce ufficializzò un incontro tra i due il successivo 6 gennaio. Arrivati all'incontro alla premiere di Raw su Netflix, Punk riuscì a sconfiggere il rivale mettendo momentaneamente la parola fine alla faida. A Royal Rumble, mentre Reigns e Rollins stavano cercando di eliminarsi a vicenda arrivò Punk che riuscì ad eliminare entrambi prima di venire eliminato a sua volta da Logan Paul, mandando su tutte le furie Rollins che attaccò sia Punk che Reigns colpendo la faccia di quest'ultimo con il Curb Stomp sui gradoni d'acciaio. Rollins e Punk si ritrovarono insieme nell'elimination chamber match di Elimination Chamber: Toronto con l'atleta di Chicago che riuscì ad eliminare Rollins e quest'ultimo, accecato dall'ira, costò al rivale l'incontro colpendolo con il suo Curb Stomp, favorendo la vittoria di John Cena. Nella puntata di Raw del 10 marzo, si ebbe un nuovo incontro tra i due rivali in uno steel cage match dove ad avere la meglio fu Rollins grazie all'aiuto involontario di Roman Reigns che lo scaraventò al di fuori della gabbia attaccandolo, salvo poi infierire anche su Punk mentre veniva rincuorato da Heyman. I tre si trovarono sullo stesso ring il 21 marzo successivo nella puntata di SmackDown a Bologna, quando Rollins mise in allerta l'ex compagno dello Shield su quanto Punk fosse pericoloso per il futuro della compagnia con quest'ultimo che si presentò poi sul ring ed attaccò Reigns scatenando una rissa tra i tre, sedata solo dall'intervento massiccio di dirigenti e addetti alla sicurezza con tutti e tre gli atleti che indicarono il logo di WrestleMania 41, ufficializzando il loro triple threat match. La settimana successiva si tenne la firma del contratto, durante la quale Heyman svelò a Punk che aveva ottenuto il permesso per far sì che l’incontro sarebbe stato il main event della prima notte, con il Best in the World che avrebbe così realizzato il suo sogno e quest'ultimo, visibilmente commosso, ringraziò il suo "migliore amico" ma chiuse poi la puntata dicendo che non era questo però il favore richiesto a Heyman. Nella puntata di SmackDown del 4 aprile, Punk rivelò il suo favore, ovvero che Heyman sarebbe dovuto stare al suo angolo durante il loro match e non a servizio di Reigns, mandando su tutte le furie quest'ultimo. Nella puntata di Raw del 7 aprile, Heyman spiegò come lui sia fedele sia a Reigns che a Punk e non intenda sfavorire nessuno dei due, venendo però interrotto da Rollins che domandò al manager da che parte si sarebbe schierato iniziando a spingerlo e schiaffeggiarlo, con Punk che intervenne ma subì un Curb Stomp del rivale che prese il microfono e, dopo aver quasi colpito Heyman, gli disse che anche a lui deve un favore.

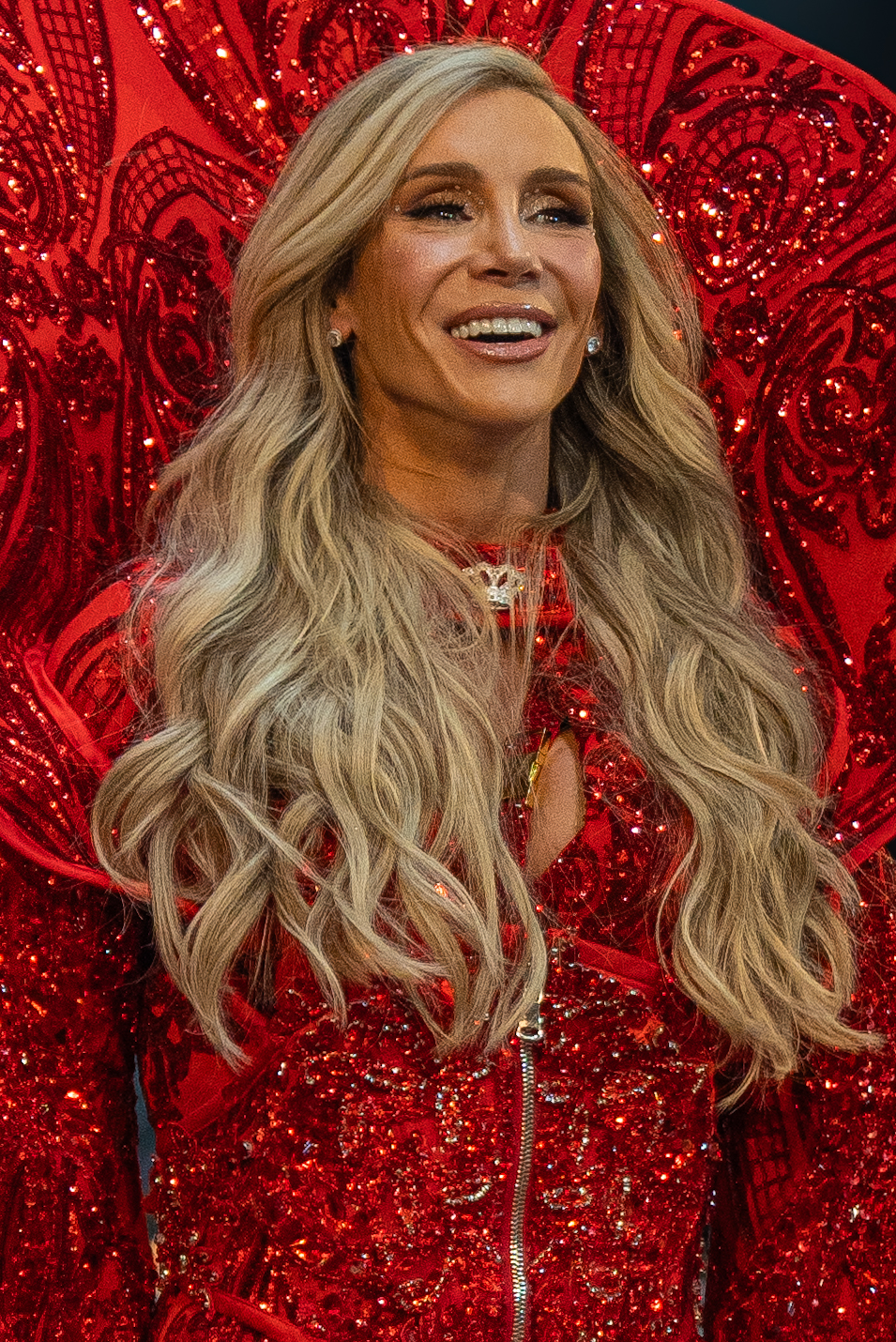
Charlotte Flair affronterà Tiffany Stratton per il WWE Women's Championship

A Royal Rumble, Charlotte Flair ritornò sul ring dopo oltre un anno di assenza, prendendo parte al royal rumble match con il numero 27, riuscendo ad eliminare per ultima Roxanne Perez e a diventare la prima donna a vincere la rissa reale per due volte. Nella puntata di SmackDown del 7 febbraio, la Queen tenne un promo nel quale sostenne che il pubblico è ossessionato da lei ma venne presto interrotta dalla WWE Women's Champion Tiffany Stratton che prima si presentò come una grande fan della Flair ma poi la attaccò verbalmente e poco dopo le due furono interrotte da Nia Jax. La settimana successiva, la campionessa affrontò proprio Jax e vinse per squalifica a causa dell'intervento di Candice LeRae, venendo però attaccata nel post-match da Flair che annunciò di averla scelta come sua sfidante a WrestleMania 41. Nelle settimane successive, la sfidante attaccò ripetutamente la campionessa riuscendo sempre ad avere la meglio e mandarla al tappeto, con una prima controffensiva di Stratton che si ebbe nella puntata di SmackDown del 14 marzo a Barcellona, dove colpì la rivale con il suo Prettiest Moonsault Ever dalla cima dello stage.
Nella puntata di Raw del 3 febbraio, la Women's World Champion Rhea Ripley costò involontariamente ad Iyo Sky il match di qualificazione all'elimination chamber match contro Liv Morgan. La settimana successiva, si tenne un incontro di coppia dove la nipponica riuscì ad ottenere lo schienamento vincente ai danni di Morgan e successivamente, nel backstage, Iyo Sky chiese di sfidare la campionessa in una sfida titolata nella puntata del 3 marzo e la campionessa che accettò l'offerta. Nel frattempo ad Elimination Chamber: Toronto, Bianca Belair riuscì a vincere l'incontro tra sei donne nella gabbia, conquistando così l'opportunità per il Women's World Championship a WrestleMania 41, con la Ripley che le si avvicinò al termine del match sullo stage prima di venir raggiunta anche da Iyo Sky. Il 3 marzo a Raw però, Iyo Sky riuscì a schienare Rhea Ripley diventando la nuova campionessa e cambiando i piani in vista dello Showcase of the Immortals. La settimana successiva, le due sfidanti ebbero un confronto verbale che venne però interrotto da Ripley che accusò Belair di aver favorito la nipponica durante il loro incontro, facendo scattare una rissa tra le tre. Sette giorni più tardi a Raw, si tenne la firma del contratto che venne però interrotta dall'australiana che attaccò le due rivali, firmando il contratto al loro posto e rubandolo. Il 31 marzo a Raw, si tenne un rematch per il Women's World Championship tra la campionessa e Rhea Ripley con Bianca Belair nelle vesti di arbitro speciale ma l'incontro terminò in una doppia squalifica chiamata dall'arbitro dopo essere stata attaccata da entrambe le sfidanti. La settimana successiva le tre si trovarono sul ring con il general manager Adam Pearce che diede l'annunciò che l'incontro previsto per WrestleMania 41 sarebbe ora diventato un triple threat match, con l'aggiunta di Rhea Ripley alla contesa titolata ed il segmento terminò con la campionessa Iyo Sky che attaccò le due sfidante firmando poi il contratto, ufficializzando la sfida.
Nella puntata di SmackDown del 7 marzo, LA Knight riuscì a sconfiggere Shinsuke Nakamura riconquistando il WWE United States Championship. La puntata successiva si apre con il nuovo campione che tenne un promo prima di venir fermato da Jimmy Uso, il quale dice di volerlo sfidare per il titolo ma anche lui viene interrotto da Solo Sikoa, Jacob Fatu e Tama Tonga che portano ad una rissa con il cugino e Knight, che vengono salvati da Braun Strowman mentre il general manager Nick Aldis che indice un six-man tag team match vinto da Knight, Strowman e Uso con quest'ultimo che viene poi attaccato nel backstage da Jacob Fatu. Nella puntata di SmackDown seguente, Strowman riuscì a sconfiggere Fatu per un match per decretare lo sfidante al titolo, ma solo per squalifica a causa dell'interferenza della Bloodline con il Samoan Werewolf che si arrabbia poi nel backstage con i suoi familiari dicendo che poteva farcela da solo e che il loro intervento non era necessario. La settimana successiva, si tenne l'incontro titolato ma anche in questa occasione terminò in squalifica con Fatu che attaccò Strowman. Una settimana più tardi, i due si sfidarono in un last man standing match valido decretare lo sfidante al titolo a WrestleMania 41, con il samoano che ebbe la meglio.

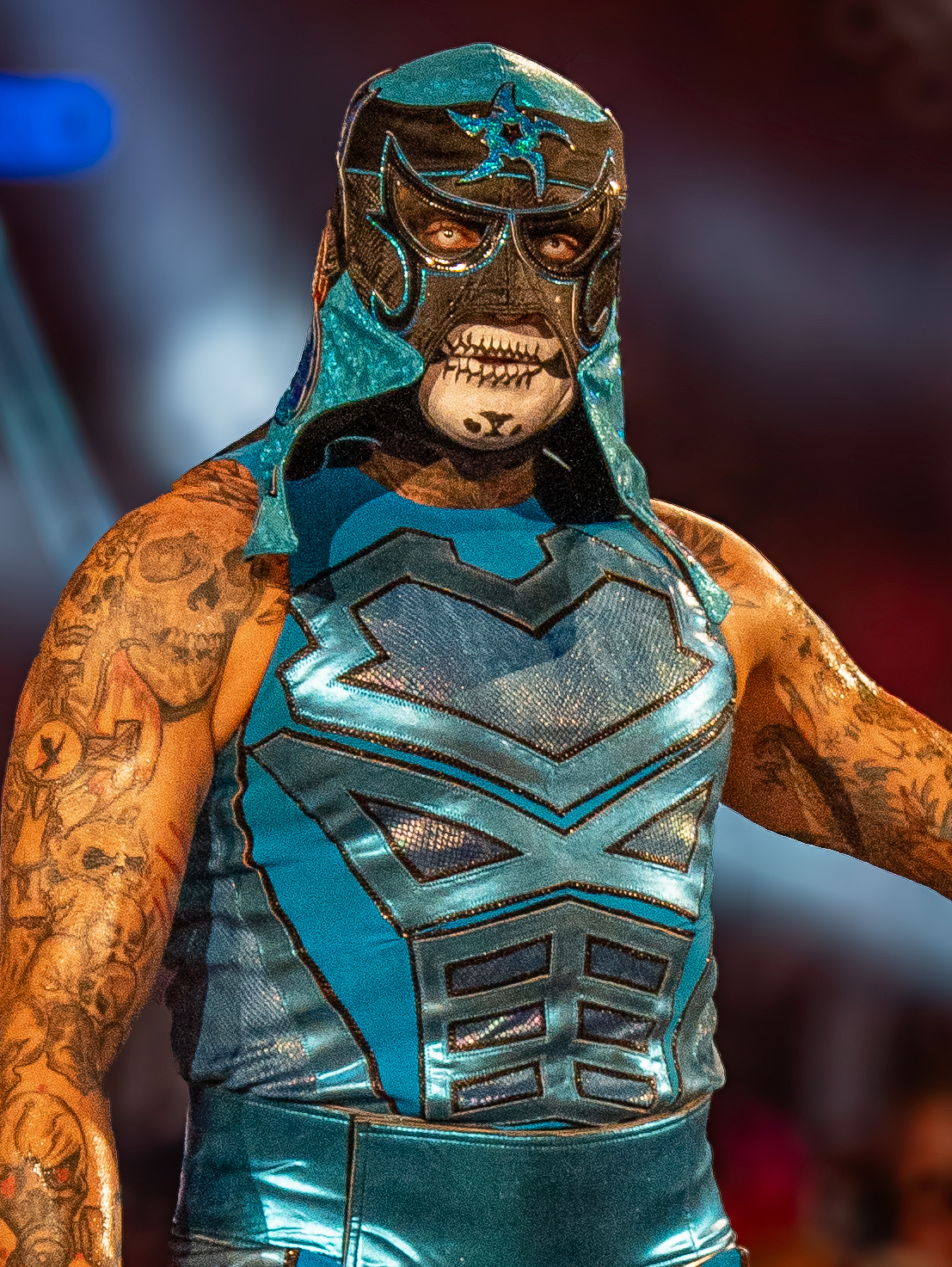
Penta affronterà Dominik Mysterio, Finn Bálor e Bron Breakker per il WWE Intercontinental Championship

Il 17 febbraio a Raw, si tenne un match tra AJ Styles e Dominik Mysterio, con quest'ultimo che dopo l'incontro venne atterrato accidentalmente da una Spear del WWE Intercontinental Champion Bron Breakker. Questo portò ad uno scontro non titolato tra i due la settimana successiva che terminò in squalifica dopo il campione venne attaccato da Carlito e Finn Bálor, membri del Judgment Day. Nella puntata del 17 marzo, Breakker riuscì a sconfiggere Bálor in un match titolato venendo però attaccato da Carlito e Dominik Mysterio, prima di venire aiutato da Penta il quale dopo aver messo al tappeto i due membri del Judgement Day insieme al campione afferra la cintura e la riconsegna al proprietario prima di andare faccia a faccia con lui. La settimana seguente si tenne un incontro tra i due che terminò in squalifica dopo che Breakker fu attaccato da Bálor e Mysterio con una sedia che quest'ultimo offrì a Penta, in segno di alleanza, ma il messicano lo attaccò prima di venir messo al tappeto da Bálor. Nella puntata del 31 marzo, si tenne un tag team match tra il campione e Penta contrapposti a Bálor e Mysterio, con quest'ultimi che riuscirono ad ottenere la vittoria dopo una Spear sbagliata di Breakker. La settimana successiva, Penta riuscì a sconfiggere Mysterio e dopo il match si scatenò una rissa che comprendeva anche Breakker e Bálor, con l'irlandese che posò con il titolo prima di schivare una Spear del campione. Più tardi venne annunciato che il WWE Intercontinental Championship sarebbe stato difeso a WrestleMania 41 in un fatal four-way match tra Breakker, Bálor, Dominik Mysterio e Penta.
Nella puntata di Raw del 31 marzo, il New Day riuscì a sconfiggere Pete Dunne e Tyler Bate reclamando poi un'opportunità titolata contro per i World Tag Team Championship detenuti dai War Raiders che si sono presentati sullo stage mentre i rivali tornavano dalla loro vittoria, andando faccia a faccia. La settimana seguente si tenne l'incontro ma Ivar, cercando di sventare un attacco da parte di Xavier Woods con una sedia d'acciaio colpì avversario e venendo visto dall'arbitro che chiamò la squalifica, con i titoli che rimasero comunque ai campioni ed Erik che scatenò una rissa dopo l'incontro, nella quale Woods e Kofi Kingston ebbero la meglio venendo fermati solamente dall'arrivo di arbitri e addetti della sicurezza. L'11 aprile, tramite i canali social, il general manager Adam Pearce ufficializzò l'incontro tra i War Raiders e New Day per WrestleMania 41 con il titolo in palio.
Il 24 febbraio a Raw, Liv Morgan e Raquel Rodriguez sconfissero Bianca Belair e Naomi conquistando i WWE Women's Tag Team Championship. Nella puntata del 10 marzo, la Rodriguez riuscì a sconfiggere Bayley in un match per determinare la prima sfidante al WWE Women's Intercontinental Championship detenuto da Lyra Valkyria. La settimana successiva, la campionessa promise a Bayley un'opportunità titolata nonostante la sconfitta. Nella puntata del 24 marzo, la campionessa riuscì a difendere la sua cintura venendo però attaccata dopo al termine del match dalle campionesse di coppia e vennero allontanate dall'intervento di Bayley. Due settimane dopo, Valkyria affrontò l'amica Bayley riuscendo a mantenere il titolo grazie ad un roll-up. Nella puntata di SmackDown dell'11 aprile, si tenne un gauntlet match per determinare le sfidanti di Liv Morgan e Raquel Rodriguez per il titolo a WrestleMania 41 e parteciparono nell'ordine: Shayna Baszler e Zoey Stark, Kayden Carter e Katana Chance, B-Fab e Michin, Maxxine Dupri e Natalya e come ultima coppia rimasta quella formata da Piper Niven ed Alba Fyre che vennero sconfitte da Lyra Valkyria e Bayley, che si guadagnarono così l'opportunità titolata.
Il 1° febbraio alla Royal Rumble, AJ Styles ritornò dopo oltre tre mesi di assenza salvo poi venire eliminato da Logan Paul. I due discussero nel backstage nella puntata di Raw del 24 febbraio e vennero alle mani nella puntata del 10 marzo. Due settimane dopo a Raw, nella puntata del 31 marzo, Styles sfidò ad un match Paul che rispose all'offerta dicendo che non combatte per non aver in cambio niente ed in quel momento indicò il logo di WrestleMania 41, attaccando poi il rivale e mettendolo al tappeto. Più tardi nella serata, il general manager Adam Pearce ufficializzò il match tra i due a WrestleMania 41.

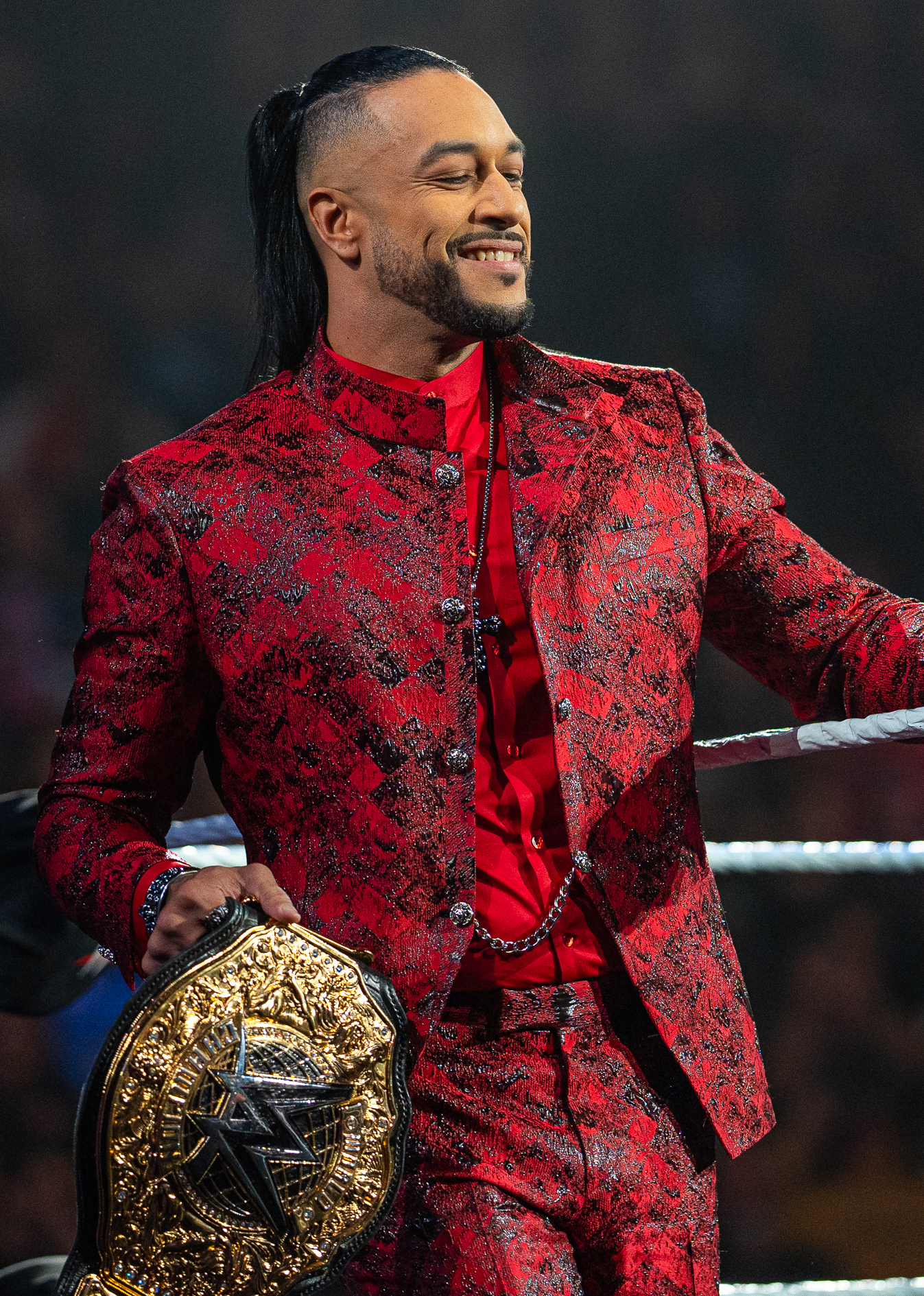
Damian Priest affronterà Drew McIntyre in un Sin City Street Fight match

Sia nella Royal Rumble che all'interno dell'Elimination Chamber, Damian Priest riuscì ad eliminare Drew McIntyre in entrambi gli incontri e dopo l'eliminazione nella Chamber, lo scozzese attaccò l'arciere dell'infamia con la sua Claymore favorendone l'eliminazione. Nella successiva puntata di SmackDown del 7 marzo, Priest fu attaccato nuovamente dal rivale nel backstage ma più tardi nella serata inferì sullo scozzese al termine del suo incontro contro Jimmy Uso, venendo fermato solo da arbitri e dirigenti. La settimana successiva, mentre Priest si accingeva a schienare Shinsuke Nakamura nel loro incontro, fu attaccato brutalmente da McIntyre anche con l'aiuto del nipponico. Nella puntata seguente, si tenne un incontro di coppia tra McIntyre e Nakamura contro Jimmy Uso e Priest, con quest'ultimo che riuscì ad ottenere lo schienamento vincente ma dopo il match venne nuovamente attaccato dal rivale. Nella puntata del 28 marzo, lo scozzese venne attaccato nel backstage da Priest che lo schiantò sul cofano di un'auto con la sua South of Heaven, infortunandolo all'occhio nell'occasione. Il 10 aprile successivo, il general manager Nick Aldis ufficializzò lo scontro tra i due a WrestleMania 41; nella puntata di SmackDown tenutasi la sera dopo venne inoltre annunciato che l'incontro sarebbe stato un Sin City Street Fight match.
Nella puntata di SmackDown del 22 novembre 2024, mentre Bianca Belair stava combattendo in un triple threat match vennero mandate in onda sul titantron delle immagini raffiguranti la sua compagna di coppia Jade Cargill, con la deteneva i WWE Women's Tag Team Championship, con quest'ultima che era stata attaccata e stesa sul cofano di una macchina con il cofano rotto, con l'amica che si allontanò dal quadrato per andare in suo soccorso, senza sapere però il colpevole. Nel frattempo, per non rendere le cinture vacanti, il posto della Cargill come campionessa, infortunata a tempo indeterminato, venne preso da Naomi dalla puntata di SmackDown del 20 dicembre successivo. Dopo oltre due mesi nei quali non si ebbero novità riguarda l'assalitrice della Cargill, nella puntata del 14 febbraio si ebbero delle notizie da parte del general manager Nick Aldis mostrando alle campionesse come Liv Morgan e Raquel Rodriguez fossero presenti nel luogo dell'aggressione quella sera e credendo così che loro fossero le assalitrici e le sfidarono ad un match per il titolo. L'incontro si tenne il 24 febbraio a Raw e le campionesse vennero sconfitte da Morgan e Rodriguez che diventarono le nuove campionesse. Il 1° marzo seguente ad Elimination Chamber: Toronto, l'incontro nella camera dell'eliminazione femminile comprendeva sia Bianca Belair che Naomi con quest'ultima che entrò per prima insieme alla rivale Liv Morgan ma nei primi istanti del match risuonò la musica di Jade Cargill, che tornò dopo oltre tre mesi di assenza, fece il suo ingresso e con sorpresa attaccò a sorpresa e violentemente Naomi tanto da non farle prendere parte al resto dell'incontro, sotto gli occhi dell'amica Belair sconvolta. Nella puntata di SmackDown successiva all'evento, Naomi si identificò nell'assalitrice della Cargill dicendo alla Belair di rimpiangere di non averla attaccato prima e di averlo fatto per la loro coppia affinché la EST non venisse più sfruttata dalla rivale, ma quest'ultima le rispose esclamando che tra loro era finita e mentre stava lasciando il ring si presentò la Cargill che attaccò la rivale. Il 21 marzo, Naomi si prese la sua vendetta attaccando l'avversaria al termine del suo incontro contro Liv Morgan. Infine, il general manager Nick Aldis ufficializzò l'incontro tra le due per WrestleMania 41, nella puntata del 4 aprile.
All'inizio dell'anno, Chad Gable affrontò e perse contro diversi luchador ammettendo di avere un problema nell'affrontare questi wrestler e si recò da Dominik Mysterio per farsi dare dei consigli su come fronteggiare i luchador e la sua risposta fu un biglietto con scritto sopra un nome e nella puntata di Raw del 27 gennaio, Gable andò nuovamente a parlare con Mysterio per dirgli che nonostante fosse una lunga strada da percorrere avrebbe fatto di tutto per imparare le arti oscure della lucha libre. La settimana successiva, Gable disse ai suoi compagni dell'American Made di dover partire per un viaggio alla ricerca di questo uomo che gli insegnerà le arti oscure. Nella puntata del 3 marzo, venne mandato in onda un filmato nel quale Gable era in Messico e domandava informazioni riguardo all'uomo misterioso indicato da Mysterio. Sette giorni dopo, durante un tag team match, si presentò un atleta con una maschera con i colori della bandiera americana che costò l'incontro a Dragon Lee e Rey Mysterio. L'atleta mascherato tornò anche la settimana successiva al termine dell'incontro tra i Creed Brothers e Lee e Rey Mysterio, attaccando quest'ultimi, e successivamente nel backstage tornò Chad Gable che domandò ai suoi compagni di stable se sapessero qualcosa di questo atleta mascherato dicendo di non essere lui. Nella puntata del 24 marzo, il nuovo luchador fece il suo debutto con il nome di El Grande Americano sconfiggendo Dragon Lee, dopo avergli tolto la maschera. Due settimane dopo, si tenne un six-man tag team match tra il LWO contro l'American Made ed El Grande Americano con quest'ultimo che schienò Lee dopo che Ivy Nile mise dentro alla maschera un pezzo di acciaio. Più tardi nella serata, Rey Mysterio disse che El Grande Americano stava deridendo l'arte della lucha libre e chiese al general manager Adam Pearce un match a WrestleMania 41, che lo ufficializzò. Il 18 aprile Rey Fénix eliminò Gable nella André the Giant Memorial Battle Royal, ma fu poi eliminato a sua volta da El Grande Americano, che non partecipava al match. Più tardi nella puntata, Mysterio, Lee e Fénix sconfissero Gable e i Creed Brothers in un six-man tag team match ma, tuttavia, Mysterio subì un infortunio ed il giorno dopo durante il preshow venne annunciato che sarebbe stato sostituito da Fénix.

## Risultati

### Prima serata
| # | Match                                                              | Stipulazioni                                       | Durata |
| - | ------------------------------------------------------------------ | -------------------------------------------------- | ------ |
| 1 | Jey Uso ha sconfitto Gunther (c)                                   | Single match per il World Heavyweight Championship | 16:30  |
| 2 | New Day ha sconfitto War Riders (c)                                | Tag team match per il World Tag Team Championship  | 9:15   |
| 3 | Jade Cargill ha sconfitto Naomi                                    | Single match                                       | 9:20   |
| 4 | Jacob Fatu ha sconfitto LA Knight (c)                              | Single match per il WWE United States Championship | 10:40  |
| 5 | El Grande Americano ha sconfitto Rey Fénix                         | Single match                                       | 7:55   |
| 6 | Tiffany Stratton (c) ha sconfitto Charlotte Flair                  | Single match per il WWE Women's Championship       | 19:05  |
| 7 | Seth Rollins ha sconfitto CM Punk (con Paul Heyman) e Roman Reigns | Triple threat match                                | 32:55  |

### Seconda serata
| # | Match                                                                         | Stipulazioni                                                         | Durata |
| - | ----------------------------------------------------------------------------- | -------------------------------------------------------------------- | ------ |
| 1 | Iyo Sky (c) ha sconfitto Bianca Belair e Rhea Ripley                          | Triple threat match per il Women's World Championship                | 14:25  |
| 2 | Drew McIntyre ha sconfitto Damian Priest                                      | Sin City street fight match                                          | 13:55  |
| 3 | Dominik Mysterio ha sconfitto Finn Bálor, Penta e Bron Breakker (c)           | Fatal four-way match per il WWE Intercontinental Championship        | 10:30  |
| 4 | Randy Orton ha sconfitto Joe Hendry                                           | Single match                                                         | 3:10   |
| 5 | Logan Paul ha sconfitto AJ Styles                                             | Single match                                                         | 17:50  |
| 6 | Becky Lynch e Lyra Valkyria hanno sconfitto Liv Morgan e Raquel Rodríguez (c) | Tag team match per il WWE Women's Tag Team Championship              | 8:45   |
| 7 | John Cena ha sconfitto Cody Rhodes (c)                                        | Single match per il WWE Championship e il WWE Universal Championship | 21:40  |